# Gunting (Wonosari)
Gunting is een bestuurslaag in het regentschap Klaten van de provincie Midden-Java, Indonesië. Gunting telt 3751 inwoners (volkstelling 2010).